# بيير أوريولا
بيير أوريولا (مواليد 25 سبتمبر 1992) هو لاعب كرة سلة إسباني يلعب في مركز لاعب وسط أو لاعب هجوم قوي الجسم في نادي برشلونة.

## روابط خارجية
- بيير أوريولا على موقع الاتحاد الدولي لكرة السلة (الإنجليزية)
- بيير أوريولا على موقع الدوري الإسباني لكرة السلة (الإسبانية)
- بيير أوريولا على موقع كرة السلة الأوروبية.كوم (الإنجليزية)
- بيير أوريولا على موقع ريلجم (الإنجليزية)
- بيير أوريولا على موقع سبورتس رفرنس (الإنجليزية)